# Mandy
„Mandy” (oryg. „Brandy”) – piosenka napisana w 1971 roku przez amerykańskiego muzyka Scotta Englisha i angielskiego kompozytora Richarda Kerra. Utwór znalazł się również na wydanym w 1974 roku albumie Barry'ego Manilowa Barry Manilow II. Piosenka stała się wielkim hitem, w wielu krajach dotarła na szczyty list, w tym amerykańskiego zestawienia Billboard Hot 100.

## Inne wersje
Ze względu na dużą popularność, utwór wielokrotnie przerabiany był przez różnych artystów. Pierwsza przeróbka pojawiła się już rok po oryginalnym wydaniu. Stworzył ją Andy Williams w 1975, a następnie: Richard Clayderman (1994), Johnny Mathis (1997), Me First and the Gimme Gimmes (1997), Box Car Racer (2002), Westlife (2003), Bradley Joseph (2005), Raymond Quinn (X Factor runner-up 2006), Donny Osmond (2007). Swoją wersję przeboju wykonuje również polski zespół Ich Troje.

### Wersja Westlife
W 2003 roku zespół Westlife stworzył własną wersję utworu. Piosenka została drugim singlem z czwartego albumu Turnaround. W Wielkiej Brytanii utwór dotarł do pierwszego miejsca UK Singles Chart.